# Lawrence Alamain
Lawrence Alamain is een personage uit de soapserie Days of our Lives. De rol werd van 1990 tot 1993 gespeeld door Michael Sabatino.

## Personagebeschrijving
Lawrence zocht de wereld af op zoek naar zijn bruid, Katerina Von Leuschner. Hij en Katerina zouden gaan trouwen zodat hij het fortuin van de Von Leuschners kon erven. Lawrence en Katerina waren jaren geleden verliefd geworden, maar hij liet haar geloven dat hij iemand anders was. Toen Katerina de waarheid vernam vluchtte ze en sindsdien is Lawrence op zoek naar haar. Katerina nam de naam Carly Manning aan en vestigde zich in Salem.
Lawrence was eigenaar van de Jencon Oil Foundation die voor veel onrust zorgde in Salem. Shawn-Douglas Brady, de zoon van Bo Brady, werd gewond op een werf van Jencon en werd hierdoor doof. Bo maakte er nu zijn missie van om Jencon te saboteren, wat Lawrence kwaad maakte. Lawrence had Bo ooit ontmoet jaren geleden toen hij ruzie aan het maken was met Katerina toen ze hem gezegd had wie hij echt was en Bo was toen tussen beide gekomen. Door Bo kon Katerina toen ontsnappen en sindsdien zocht Lawrence haar. Hij besloot om nu eens en voor altijd van Bo af te geraken en zette een val op. Het was echter Steve Johnson die gewond werd en omdat hij ook een bedreiging was voor Lawrence vergiftigde hij hem en stierf hij. De kist van Steve werd wel verwisseld nog voor de begrafenis. Dit werd gedaan om de optie open te houden dat Steve ooit nog zou terugkeren, een optie waar in 2006 gebruik van gemaakt werd.
Jaren geleden zaten Jennifer Horton en Katerina samen op de kostschool. Katerina zou Lawrence voor het eerst ontmoeten, maar zij overtuigde Jennifer om haar plaats in te nemen. In Salem deed Jennifer zich opnieuw voor als Katerina terwijl haar grootmoeder Alice Horton zich voordeed als Cecily Smith. Lawrence wilde met Katerina/Jennifer trouwen voor haar geld en zij dacht dat het huwelijk niet geldig zou zijn omdat ze niet echt Katerina was. Alice wilde dit echter voorkomen en hulp halen, maar Lawrence verhinderde dit en sloot haar op. Jennifer trouwde met Lawrence, die van het begin af aan wist dat zij niet de echte Katerina was en tijdens de huwelijksnacht verkrachtte hij haar en sloot haar daarna op. Jack Deveraux ging op zoek naar Jennifer, maar ook hij werd gevangengenomen en kwam in een cel te zitten langs François von Leuschner, de broer van Katerina, die nu Frankie Brady heette. Jack en Frankie ontsnapten en konden ook Jennifer bevrijden. Frankie vertelde dat Lawrence hem gevangen hield als ruil voor het Von Leuschner fortuin en dat Katerina Bo Brady moest opgeven. Lawrence plan mislukte en hij liet een bom afgaan. Leopold Alamain, de vader van Lawrence hielp iedereen ontsnappen, maar kwam zelf om het leven na een hartaanval.
Eind 1990 gaf Lawrence een feest op oudejaarsavond, waarbij Emilio Ramirez om het leven kwam nadat hij uit een raam viel.
In 1991 ontwikkelde Lawrence een virus om agenten van de ISA te doden en deelde dit met Victor Kiriakis. Kimberly Brady werd bevriend met Lawrence, maar was in feite een spion van de ISA. Kimberly begon echter gevoelens te krijgen voor Lawrence.
Jennifer diende klacht in tegen Lawrence omdat hij haar verkracht had, maar hij beweerde dat hij sinds kinds af aan regelmatig black-outs had en dat hij zich dit niet kon herinneren. Kimberly hielp Lawrence om te ontdekken waarom hij vaak een black-out had. Lawrence nam al heel zijn leven medicatie omdat hij dacht dat hij een probleem met zijn bloeddruk had. Eigenlijk verdrong hij herinneringen aan zijn jongere broer, Forrest, die in een zwembad verdronken was. Lawrence ouders vonden het beter dat hij deze traumatische dag zou vergeten en besloten hem pillen te geven. Terwijl ze Lawrence bespiedde ontdekte Kim een geheime camera met videobeelden van elke kamer in het huis. Kim vond een tape waarop Lawrence toegaf dat hij Jennifer Horton verkracht had, maar ze kon Lawrence niet ontmaskeren omdat haar broer Bo besmet was met het virus dat Lawrence verspreid had en ze kon het vertrouwen van Lawrence niet beschamen. Kim zorgde er wel voor dat Jack de videotape vond waardoor Lawrence naar de gevangenis ging.
Later dat jaar kwam Lawrence weer vrij en was wanhopig op zoek naar Kimberly's vriendschap. Hij ontdekte dat een handlanger van Victor Emmy Borden ontvoerd had. Het was Emmy die Bo per ongeluk vergiftigd had met het virus, maar ze wilde eigenlijk Carly besmetten. Lawrence kocht Victors handlanger om om voor hem te werken en Emmy was lokaas om Bo naar een pakhuis te lokken. Bo zou het tegengif voor het virus krijgen, maar het lies mis en Emmy kreeg een dodelijk injectie. Voor ze stierf bekende ze aan Bo dat zij hem besmet had met het virus.
Toen Victor ontdekte dat zijn zoon Bo aan het virus leed bood hij Lawrence zijn rapport over John Black aan in ruil voor een tegengif. Bij de ruil viel het flesje kapot. Gelukkig kon Carly wat tegengif redden en slaagde erin om er bij te maken waardoor Bo gered werd.
In 1992 redde hij het leven van Carly en Shawn-D toen hun leven bedreigd werd door Raffi Torres. In maart van dat jaar stond Alphonse LeBeque op het punt om Lawrence neer te schieten. Op dat moment kwam zijn tante Vivian Alamain naar Salem, ze zag Alphonse, schoot hem neer en stapte over zijn lijk op haar neefje te begroeten.
Vivian ontdekte dat John Black een medaillon had dat haar schoonzuster Philomena aan haar kinderen Lawrence en Forrest gegeven had. Ze zei tegen Lawrence dat John zijn broer moest zijn, maar dat weigerde hij te geloven. Ze lieten de kist van Forrest opgraven en naar Salem overbrengen en toen ze deze openden zagen ze tot hun ontzetting enkel een berg zand. Ze beseften dat als John werkelijk een Alamain was hij ook de helft van hun fortuin mocht opeisen. Vivian had het aandeel van Forrest in haar bezit en ze besloten om dit geheim te houden.
Carrie Brady was smoorverliefd op Lawrence en drong in zijn huis binnen en ging op zijn bed zitten. Toen John dit ontdekte ging hij naar het huis van Lawrence met zijn pistool en dwong hem om Carrie gerust te laten. In paniek zei Lawrence: "Je zou toch niet op je eigen broer schieten?" en moest toen wel bekennen dat John zijn broer was. Een DNA-test bewees dat hij Forrest was. Victor zei tegen John dat de helft van het Alamain-fortuin van hem was en hij claimde het deel van Vivian, die nu blut achterbleef en furieus was op John.
Lawrence nam Lisanne Gardner aan als bedrijfsadvocate en begon een relatie met haar, hoewel hij nu verliefd geworden was op Carly. Nadat Lisanne wat rondgeneusd had in het verleden van Carly zei ze aan Lawrence dat ze lang geleden zwanger was. Carly bekende aan Lawrence dat ze zwanger was geweest, maar zei dat het niet van hem was en dat ze met iemand anders had geslapen nadat ze uit elkaar gegaan waren. Later zei ze echter dat het wel zijn kind was en dat het een zoontje was die kort na de geboorte overleden was.
Later dat jaar kwam Nicholas Alamain (Nikki) naar Salem, hij was de geadopteerde zoon van Vivian en Lisanne ontdekte dat hij in feite de zoon van Lawrence en Carly was. Lisanne begon Vivian te chanteren en tijdens een ruzie kreeg Vivian hartproblemen. Toen Nikki thuis kwam zag hij Vivian op de vloer liggen en dacht dat Lisanne haar pijn aan het doen was en duwde haar weg. Lisanne kwam verkeerd neer en overleed. Nikki verdrukte echter deze herinnering en heeft nooit geweten dat hij verantwoordelijk was. Vivian riep de hulp in van Lawrence en Ivan Marais, die een autocrash veinsden, al geloofde Bo Brady hier niets van.
Nadat Lawrence ontdekte dat Nikki zijn zoon was schold hij Vivian de huid vol, die nu een hartaanval kreeg. Carly en Lawrence besloten om Nikki te vertellen dat Lawrence zijn vader was, maar zeiden niet dat Carly zijn moeder was. Toen Carly een band begon op te bouwen met Nikki raakte Vivian in paniek en probeerde met Nikki te vluchten. Lawrence verstoorde de bruiloft van Bo en Carly om dit te zeggen en Bo kon Vivian op tijd stoppen.
In 1993 stortte de wereld van Lawrence in toen Carly overleed. Eigenlijk was Carly niet dood en had Vivian haar levend begraven. Vivian was gek geworden van kruiden die een Oosterse dokter haar voorgeschreven had. Toen Ivan ervoor zorgde dat ze die kruiden niet meer nam kwam Vivian bij haar verstand en zei ze aan Lawrence dat ze Carly levend begraven had. Lawrence groef meteen het graf op en kon Carly op het nippertje redden, ze was bewusteloos. Toen ze ontwaakte had ze geheugenverlies en dacht ze dat ze in 1983 leefde. Lawrence en Vivian besloten haar onder te brengen op de zolder van het landhuis. Vivian voelde wel dat de grond onder haar te heet werd en probeerde samen met Ivan naar Europa te vluchten. Bo en Lexie Carver hadden haar echter door en arresteerden haar. Met de hulp van Victor kon Vivian vermijden dat ze naar de gevangenis moest omdat ze de schuld stak op de kruiden van dokter Wu. In plaats van de gevangenis werd Vivian naar een instelling gestuurd voor een psychiatrische evaluatie. Intussen probeerde Lawrence samen met Carly uit Salem te vluchten maar Billie Reed kon dit verhinderen. Nadat Carly Nicholas terugzag kreeg ze haar geheugen terug. Haar oude liefde voor Lawrence stak opnieuw de kop op en het gelukkige herenigde gezin verliet Salem in 1993.
In 2009 doken Laurence en Carly opnieuw op. Na een hevige ruzie schoot Carly Laurence neer, hij stierf later aan zijn verwondingen.